# 中国气候

中國大陸的柯本氣候分類圖

中国的气候主要受季风环流的影响，因地势的多变而形成复杂的气候。大致以冈底斯山脉、巴颜喀拉山脉、阴山]为界，划分为东部季风区和西部乾燥区和高寒地區。以昆仑山、阿尔金山、祁连山、横断山为大致的地理界线，区分西北干旱半干旱区

## 东部季风区
季风区地形单元包括东北平原、华北平原（黄淮海平原）、长江中下游平原、黄土高原、四川盆地、云贵高原、山东丘陵和江南丘陵。
因為緯度的不同，又可分為熱帶、副熱帶、溫帶等三個季風氣候區。

## 气温

中国一月平均气温零（摄氏）度线，北部为零下、南部为零上

中国南北方向跨纬度较大，南北气温有一定的差异。冬季，中国南北气温差别很大，0℃等温线大致沿秦岭—淮河一线分布；漠河市（-27.9°C）与三亚市（22.3°C）的1月平均气温相差达50℃。夏季，除青藏高原等地区外，各地7月平均气温大多在20℃以上。
中国冬季温度最低的地方在黑龙江省漠河市北极村，1月平均气温为-27.9℃，极端最低气温-53℃ ；温度最高的地方在海南省三沙市珊瑚岛，1月平均气温为23.9℃。中国夏季温度最高的地方是新疆维吾尔自治区吐鲁番市三堡乡，7月平均气温为33.1℃，极端最高气温52.2℃ 。

## 降水量

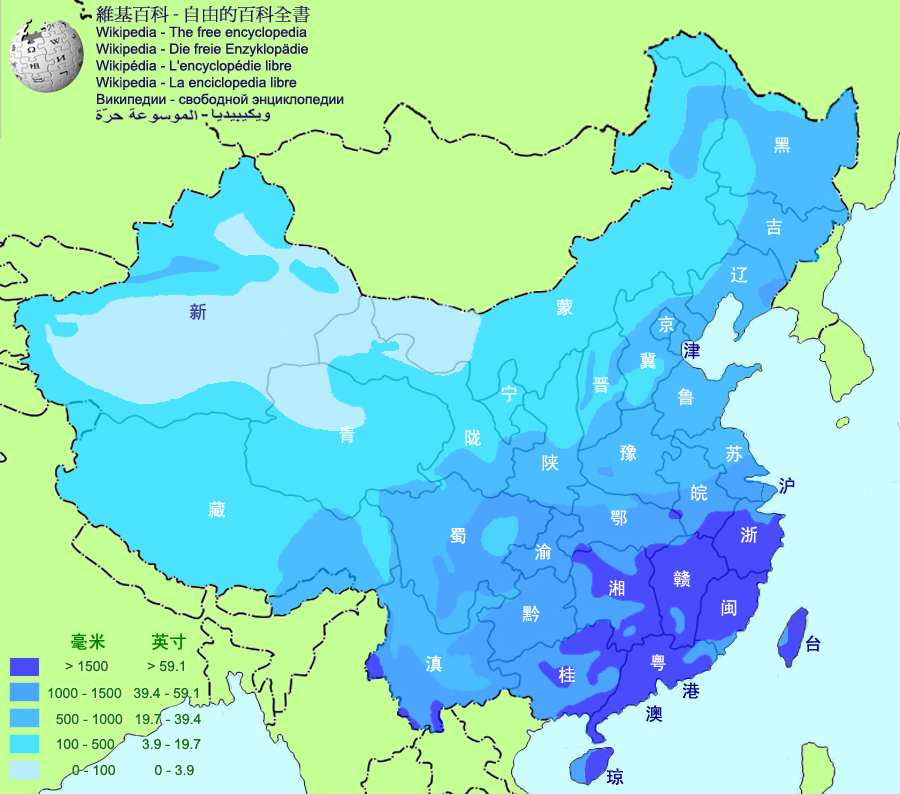
中國年均降水量圖

中国各地降水差别很大，总趋势是从东南沿海向西北内陆递减，东南沿海的年降水量多在1600毫米以上，西北有大片地区年降水量在50毫米以下。800毫米等降水量线基本沿秦岭根据年降水量的多少，中国可以划分为湿润地区、半湿润地区、半干旱地区和干旱地区。
年降水量的最低纪录出现在吐鲁番盆地中的托克逊，年均降水量5.9毫米，年降水天数不足10天，1968年仅为0.5毫米。

## 統計數值

### 氣溫
- 平均氣溫：9.89 ℃（1991-2020年平均值）
- 极端最高气温：
  - 新疆吐鲁番 49.6 ℃（1975年7月13日）
  - 新疆吐魯番盆地艾丁湖 50.3 ℃（2015年7月24日晚間6時後）
  - 新疆吐魯番盆地三堡乡（Sanbao） 52.2 ℃（2023年7月16日）[6]
- 极端最低气温：
  - 漠河 -52.3℃（1969年2月13日）
  - 內蒙古根河 -58.1 ℃（2009年12月31日）。根据国家气候中心数据，2009年12月31日全国最冷的十个观测站有6个在内蒙古，4个在黑龙江，其中内蒙古最冷的呼伦贝尔市图里河站为-46℃，黑龙江呼中站为-45.6℃，当天根河国家气象观测站日最低气温为-44.7℃。[7]
  - （珠穆朗瑪峰估計低於-70度）
  - 黑龙江省大兴安岭地区漠河市阿木尔镇劲涛气象站 -53℃ （2023年1月22日07时）[8]

### 降水量
- 年均降水量：629.9 mm
- 最高日降水量：393.0 mm（2012年青岛黄岛）
- 最高年降水量：3266.5 mm（2012年广西防城）
- 最低年降水量：0.5 mm（1968年新疆托克逊）
- 平均降水日数：114 d
- 最低年平均降水日数：8.3 d（新疆托克逊）

### 風速
- 平均风速：1.9 m/s
- 最大风速：17级，60 m/s（2014年颱風威马逊登陸海南文昌市翁田镇，再登陸广东徐闻南部，是1949年以来登陆广东、广西的最强台风）

### 氣壓
- 最低氣壓：910 hPa（2014年颱風威马逊）